# Viktor Elbling
Viktor Elbling (Karachi, 4 aprile 1959) è un diplomatico tedesco.
Dal 2018 è Ambasciatore della Repubblica Federale di Germania in Italia.

## Biografia
Elbling ha completato parte della sua formazione scolastica a Forlì in Emilia-Romagna e presso la Scuola Tedesca di Milano. Dopo essersi diplomato alla Scuola tedesca di Bilbao, ha iniziato a studiare giurisprudenza nel 1978 presso l'Università di Bonn, che ha completato nel 1984 con l'esame di Stato in giurisprudenza. Oltre al suo incarico legale, tra il 1984 e il 1987 Elbling ha anche completato studi post laurea in scienze politiche e in Filologia romanza, superando il secondo esame di stato nel 1987.
Nel 1988 Elbling ha iniziato la preparazione per il servizio estero e dopo la sua laurea è stato prima, tra il 1989 e il 1990, presso la sede del Ministero degli Esteri a Bonn e poi dal 1990 al 1993 consigliere politico presso l'ambasciata in Corea del Sud. Seguirono vari incarichi al Ministero degli Esteri, inizialmente come consigliere nell'ufficio ministeriale e infine fino al 1998 come consigliere personale del ministro federale Klaus Kinkel, infine vice capo dell'ufficio ministeriale del ministro Joschka Fischer tra il 1998 e il 1999.
Successivamente, Elbling è stato Capo del dipartimento di economia presso l'Ambasciata di Spagna dal 1999 al 2003, prima di tornare al Ministero degli Esteri Federale. È stato Capo della Divisione Politica Economica e Finanziaria Internazionale tra il 2003 e il 2006 e poi Commissario per la Globalizzazione, l'Energia e la Politica ecologica dal 2006 al 2010, prima di diventare infine Capo del Dipartimento dell'Economia e dello Sviluppo Sostenibile presso il Ministero degli Esteri Federale tra il 2010 e il 2014.
Nell'agosto 2014, Elbling è succeduto al pensionato Edmund Duckwitz come ambasciatore della Repubblica Federale di Germania in Messico. Nel settembre 2018 Elbling ha assunto la carica di ambasciatore a Roma da Susanne Wasum-Rainer.

### Onorificenze
Cavaliere  di  Gran  Croce  dell'Ordine della Stella d'Italia (GU Serie Generale n.4 del 05-01-2024)